# Никольский, Борис Александрович
Борис Александрович Никольский (15 февраля 1924 года, Кострома, СССР — 2 февраля 2005 года, Россия) — советский физик, член-корреспондент АН СССР (1987), награждён Золотой медалью имени И. В. Курчатова.

## Биография
Родился 15 февраля 1924 года в Костроме, в семье врачей.

В 1938 году семья переехала в Москву.
В 1958 году окончил отделение ядерной физики физического факультета МГУ и до конца жизни работал в Институте атомной энергии.
Работы посвящены проблемам ядерной физики, физики космических лучей, физики элементарных частиц и твердого тела.

В их числе:
- в начале 50-х годов на циклотроне Петербургского физико-технического института РАН занимался измерениями энергетических зависимостей сечений деления и поглощения нейтронов изотопами урана и плутония;
- рождение пионов на ядрах под действием нуклонов с энергией 600 МэВ и неупругое рассеяние пионов на ядрах на самом мощном в то время ускорителе — синхроциклотроне Объединенного института ядерных исследований;
- рекордные по точности измерения коэффициента асимметрии углового распределения позитронов при распаде мюона определяющего отношение аксиальной и векторной констант слабого взаимодействия в этом распаде.

Пионер в области создания нового ядерно-физического метода изучения вещества с помощью мюонов; впервые измерил частоту сверхтонкого расщепления сверхпримесного водородоподобного атома мюония в веществе и провел наблюдения квантовой подбарьерной диффузии тяжелой частицы — мюона по кристаллу.

Под его руководством с помощью мюонного метода выполнен большой цикл работ по магнетизму, сверхпроводимости и ряду других проблем физики твердого тела.

Читал лекции в Московском инженерно-физическом институте.

Автор более 130 научных работ, двух открытий.

Умер 2 февраля 2005 года. Похоронен на Введенском кладбище (21 уч.).

## Награды
- Государственная премия СССР (1977)
- Золотая медаль имени И. В. Курчатова (совместно с И. И. Гуревичем, 1980 год) — за цикл работ по исследованию вещества положительными мюонами